# ジュゼッペ・グリソーニ
ジュゼッペ・グリソーニ、フランス語名、ピエール、・ジョセフ・グリソーニ（Giuseppe Grisoni または Pierre Joseph Grisoni、 1699年10月24日（洗礼日） – 1769年）はフランドル生まれの画家である。イタリアやイギリスで働いた。

## 略歴
現在のベルギーのモンスで画家の息子に生まれた。非常に若い年齢で、フィレンツェに移り、メディチ家のために働くオランダやフランドルの画家の一人になった。15世紀以来、ストラダヌス(ヤン・ファン・デル・ストラート: 1523-1605)やユストゥス・スステルマンス(1597-1681)、ヘラルト・ファン・ホントホルスト(1592-1656)といった画家がフィレンツェで働き、有名なピーテル・パウル・ルーベンスもフィレンツェで働いた時期がある。
グリソーニは、トスカーナ大公コジモ3世のお気に入りの画家で、フィレンツェで当時、最も人気のあったトンマーゾ・レディ(Tommaso Redi:  1665–1726) の工房でロココのスタイルを学んだ。サンティッシマ・アンヌンツィアータ教会(Basilica della Santissima Annunziata)などの装飾画を描いた。
イギリスの古美術研究家、建築家のジョン・タルマン(John Talman: 1677–1726)とイタリアで知り合い、1715年にともにロンドンに移った。ロンドンには1728年まで滞在し、肖像画を描き、ヘイマーケット国王劇場の仮面劇の情景なども描いた作品も残した。同様な劇場の風景はウィリアム・ホガースも描いていて、影響を与えた可能性もある。ロンドンでは肖像画家となったウィリアム・ホーアを教えた。
1728年にフィレンツェに戻った後は、美術学校で教えた。1740年に短期間ピサで働いた後、ローマに移り、ローマで亡くなった。

## 作品

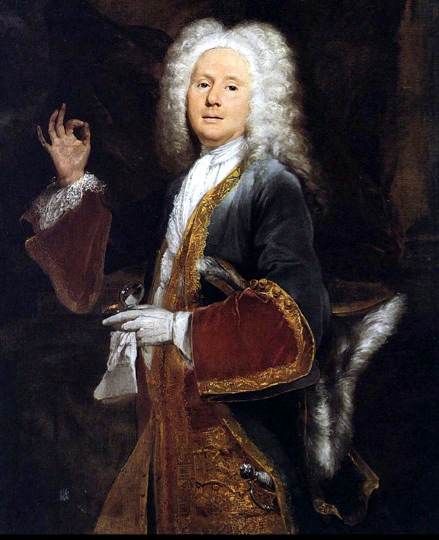
Colley Cibber(俳優)
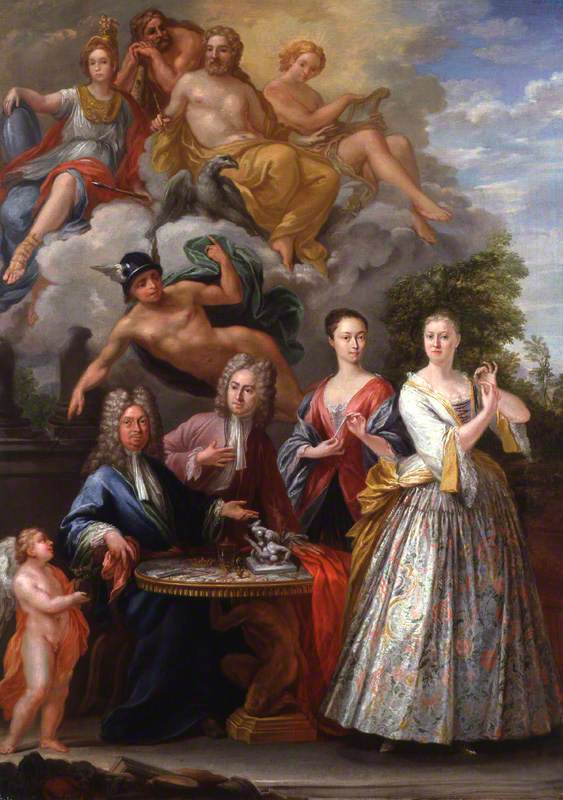
ジョン・タルマンの家族
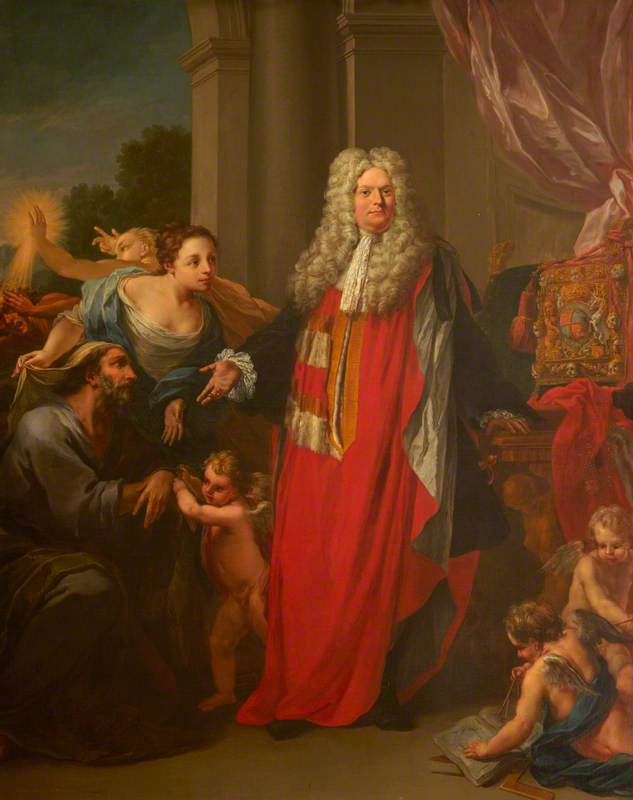
トマス・パーカー (初代マクルズフィールド伯爵)
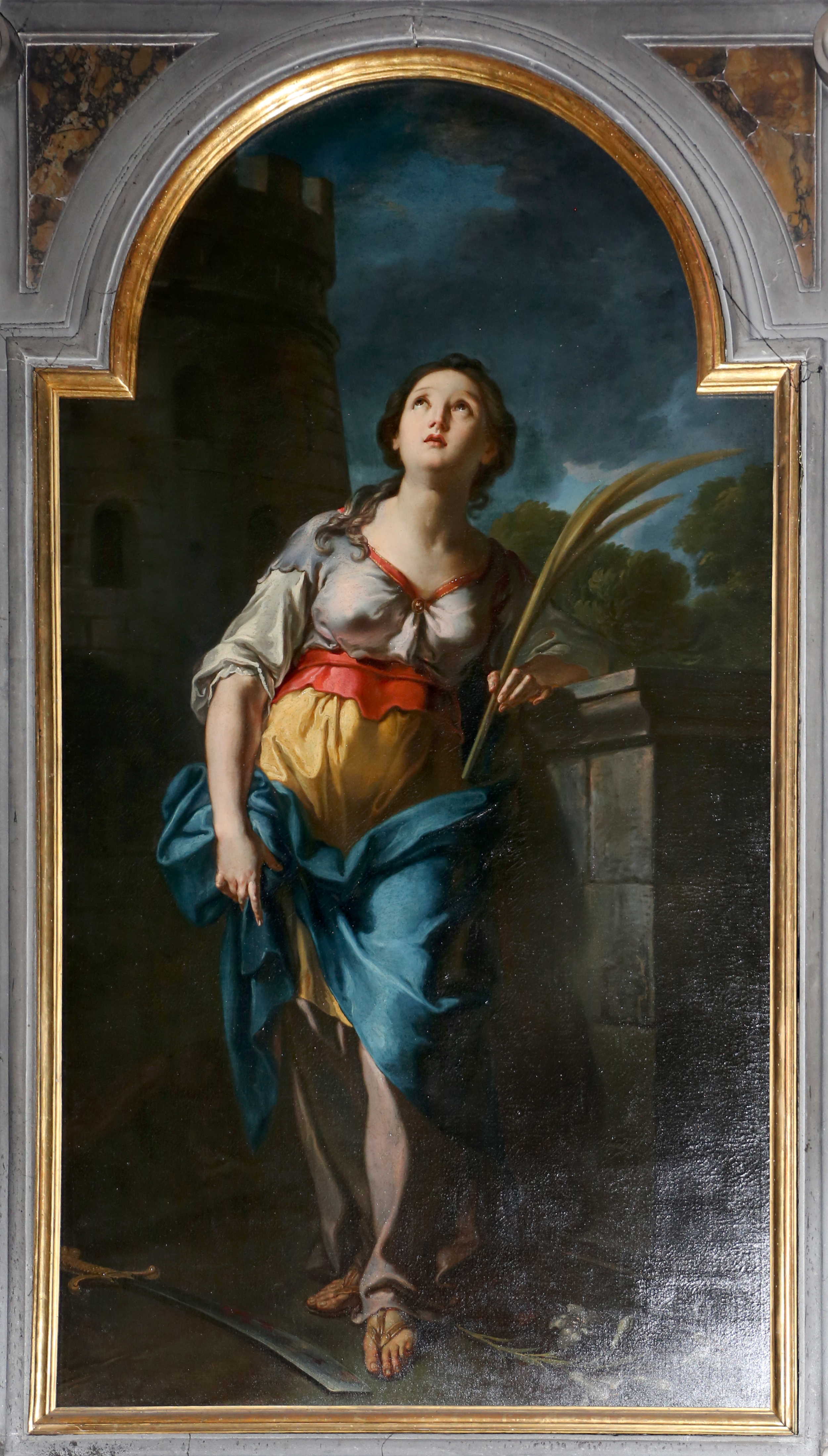
聖バルバラ